# كفتة إزمير
كُفتة إزمير من التركية أو سُتزُوكاكِية من اليونانية هو طبق يوناني وتركي من كرات اللحم المستطيلة الحارة مع الكمون والثوم تقدم في صلصة الطماطم. أحضر لاجئون من آسيا الصغرى هذا الطبق إلى اليونان.
يُصنع الطبق اليوناني عادةً من اللحم المفروم (عادةً لحم البقر ويُخلط أيضًا مع لحم الضأن أو لحم الخنزير) وفتات الخبز والبيض والثوم والبقدونس ويُتبَّل بسخاء بالكمون والقرفة والملح والفلفل. ثم تُندّغ قبل قليها بزيت الزيتون. صلصة الطماطم تحتوي على طماطم ونبيذ وبصل وثوم وملح وفلفل وزيت زيتون. تُقدم مع البيلاف أو البطاطا المهروسة.
الوصفة التركية لكفتة إزمير مشابهة إلا أنها لا تحوي لحم خنزير ويغلب أن تُضاف شرائح البطاطا أو الطماطم المقطعة أو رقائق الفلفل الحار أو أنواع أُخَر.